# John Filan
John Richard Filan (Sydney, 8 de fevereiro de 1970) é um ex-futebolista profissional australiano, atuava como goleiro.

## Carreira
John Filan representou a Seleção Australiana de Futebol, nas Olimpíadas de 1992.